# Poll (Nörvenich)
Poll ist ein Dorf in der Gemeinde Nörvenich im Kreis Düren (Nordrhein-Westfalen, Deutschland).

## Geographie
Das Dorf Poll liegt eingebettet in die Äcker der Zülpicher Börde, abseits der großen Verkehrsstraßen. Mit seinen Gärten und Bäumen setzt es einen kräftigen grünen Punkt in die sonst baumlose, fast tischebene Landschaft an der Südostgrenze der Gemeinde Nörvenich. Die östliche Gemarkungsgrenze ist zugleich die Kreisgrenze. Die Landkarte gibt für die Poller Gemarkung Höhenwerte zwischen 128 und 133 m ü. NHN an.

## Geschichte

### Der Ortsname
Poll wird erstmals urkundlich erwähnt am 30. November 1147. Erzbischof Arnold I. von Köln bestätigt in einer Urkunde die Besitzungen in Poll.
Das Rheinische Wörterbuch deutet den Ortsnamen Poll als „erhöhten, mit Gras bewachsenen Teil einer Ebene, besonders, wenn er von Wasser umflossen ist“.
Das Deutsche Namenbuch erinnert an das mundartliche „pol“, das hier von „Pfuhl“, Sumpf oder Teich abgeleitet wird.
Auch die Rheinischen Flurnamen erklären den Namen mit „kleine Erhöhung in sonst ebenem Gelände“ und ein „durch Trockenlegung entstandenes Weideland“.
Die wissenschaftlichen Erklärungen verbinden die Deutung des Namens also mit der Erhöhung aus der Ebene, mit Wasser und mit Gras oder Weideland.

### Neuzeit
Poll wurde am 1. Januar 1969 nach Nörvenich eingemeindet.

### Schulwesen

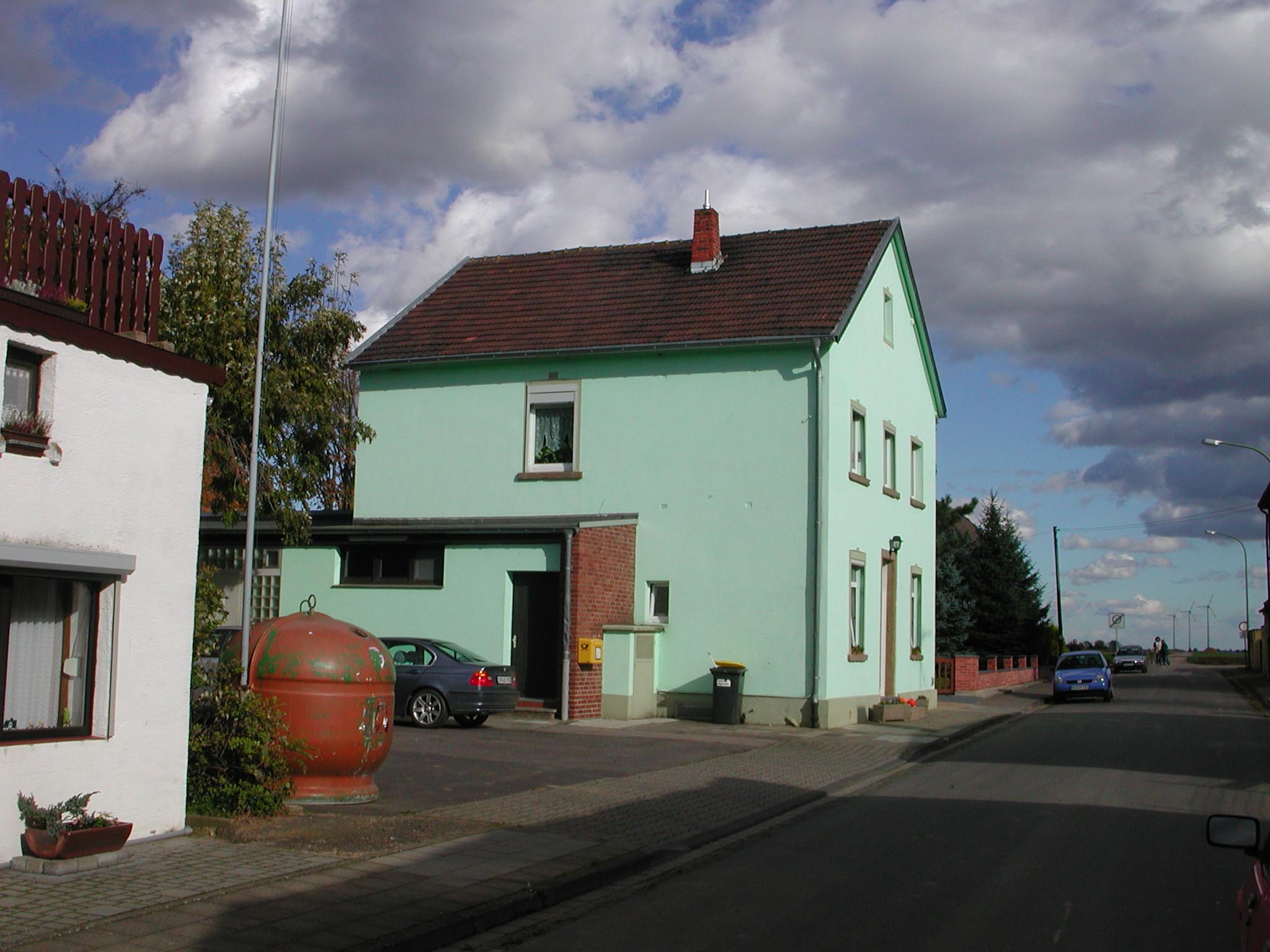
Die alte Schule

In der Petrusstraße in Poill war die katholische Volksschule. Sie wird seit Jahren als Schützenhaus genutzt.
Als erster Lehrer ist für die Zeit von 1853 bis 1884 ein Johann Stollenwerk bekannt. Ihm folgte am 11. November 1885 Lehrer Wilhelm Herzog. Wie lange er im Dienst war, ist nicht bekannt. Von Lehrer Klösgen, seinem Nachfolger, gibt es keine Daten, aber 1894 kam Lehrer Badenheuer. Lehrer Maubach war der Nachfolger. Von 1896 bis 1897 unterrichtete Lehrer Bergs. LehrerLeuchter blieb nur ein Jahr, während Lehrer Werner zwei Jahre blieb, nämlich bis zur Jahrhundertwende. Die Lehrpersonen wechselten rasch. Nur ein Jahr (1901) war Lehrer Kreutz in Poll. Vom 15. April 1901 bis zum 15. April 1902 unterrichtete Heinrich Borsch. Früher wechselten die Lehrpersonen meistens um Ostern, da dann das Schuljahr endete und ein neues begann. Von April 1903 bis zum 1. April 1904 folgte Franz Joseph Rohling. Gerhard Hilgers kam 5 Monate später, nämlich am 1. September 1904 und blieb bis zum 30. September 1905. Da wieder kein Lehrer zu finden war, übernahm Bernhard Hündgen aus Hochkirchen die Vertretung. Johann Lutterbach blieb etwas länger als Lehrer tätig, nämlich vom 1. April 1906 bis zum 31. März 1911. Kaspar Zimmermann begann seinen Dienst am 1. April 1911. Von Februar 1915 bis Dezember 1918 leistete er Kriegsdienst im Ersten Weltkrieg. In dieser Zeit übernahm Maria Eikmann seine Vertretung. Zimmermann unterrichtete wieder bis zum 31. Oktober 1921. Vom 1. November 1921 bis zum 31. März 1932 lehrte Ferdinand Schwartz im kleinen Dorf Poll. In der Kriegszeit von 1939 bis etwa 1946 gab es im Ort keinen Schulbetrieb. Die Schule begann am 1. August 1946 wieder mit Lehrer Rudolf Rudolff. Er arbeitete dort bis zum 1. Mai 1949. Alois Spang unterrichtete anschließend bis zum 1. September 1957 (Eintritt in den Ruhestand). Werner Blum war vom 8. November 1957 bis zum 1. Oktober 1964 als Lehrer in Poll. Die letzte Lehrperson war Edmund Kuckertz vom 13. Dezember 1964 bis zur Auflösung der Volksschule am 7. September 1967.

## Baudenkmäler

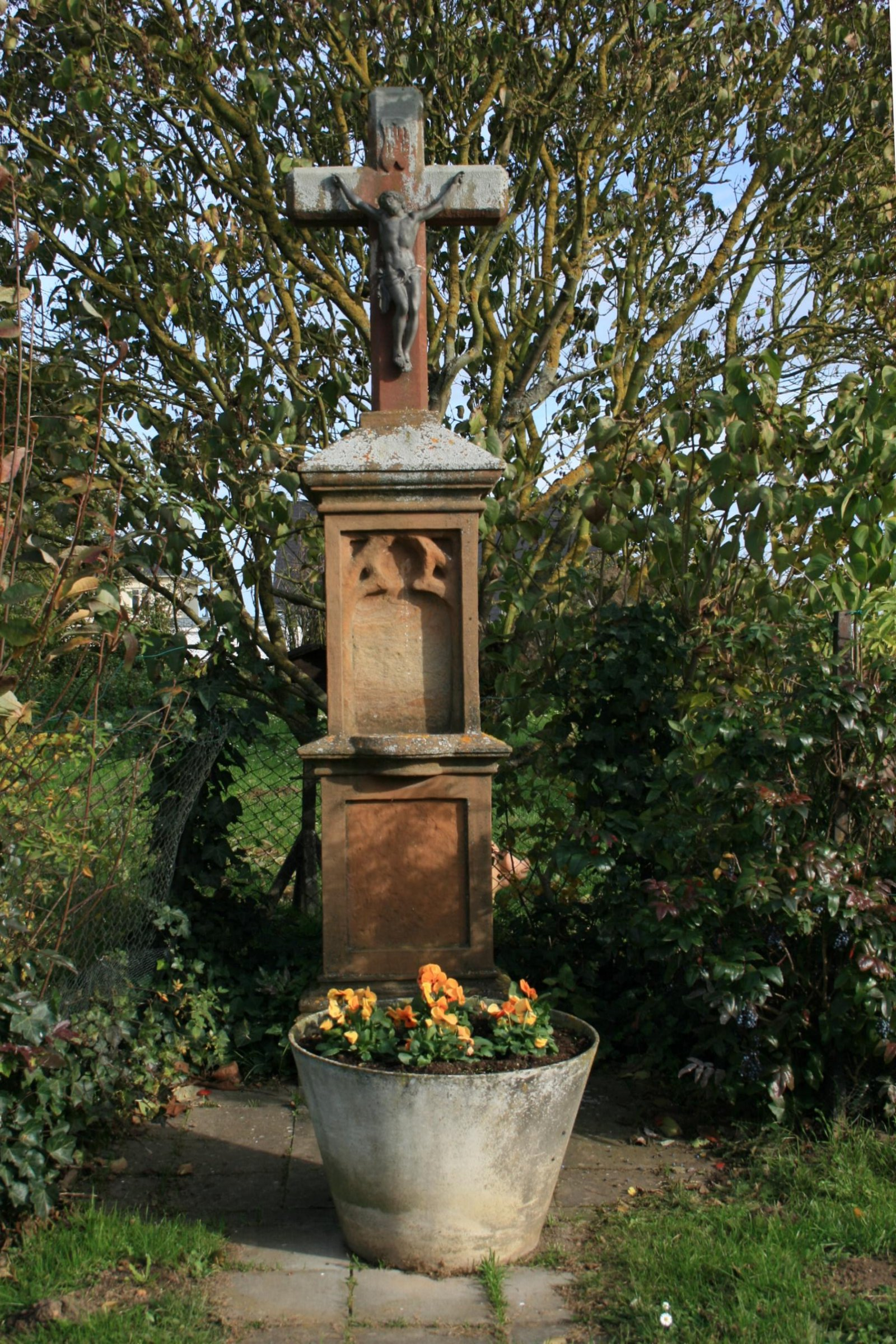
Wegekreuz Erper Straße
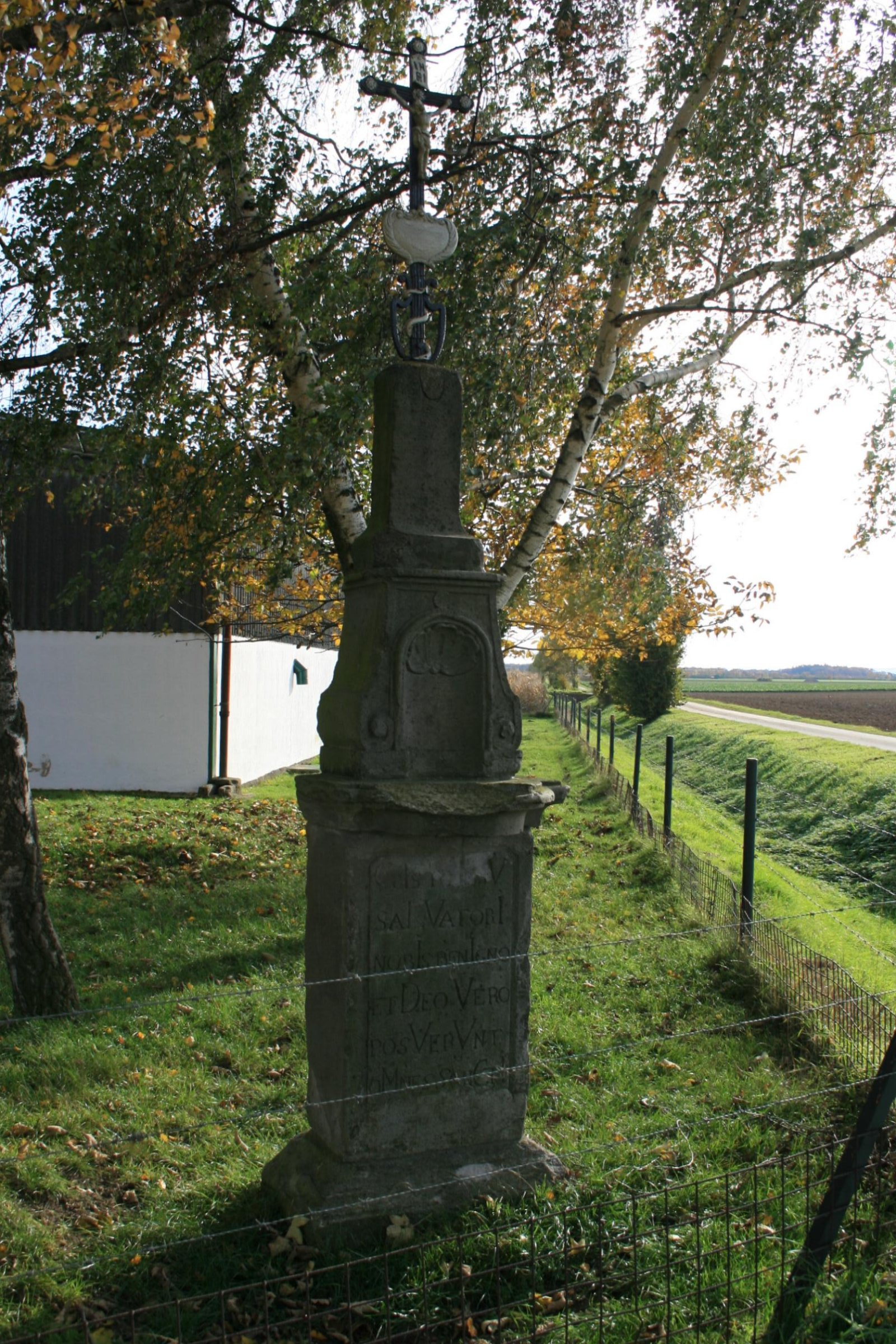
Wegekreuz Gladbacher Straße
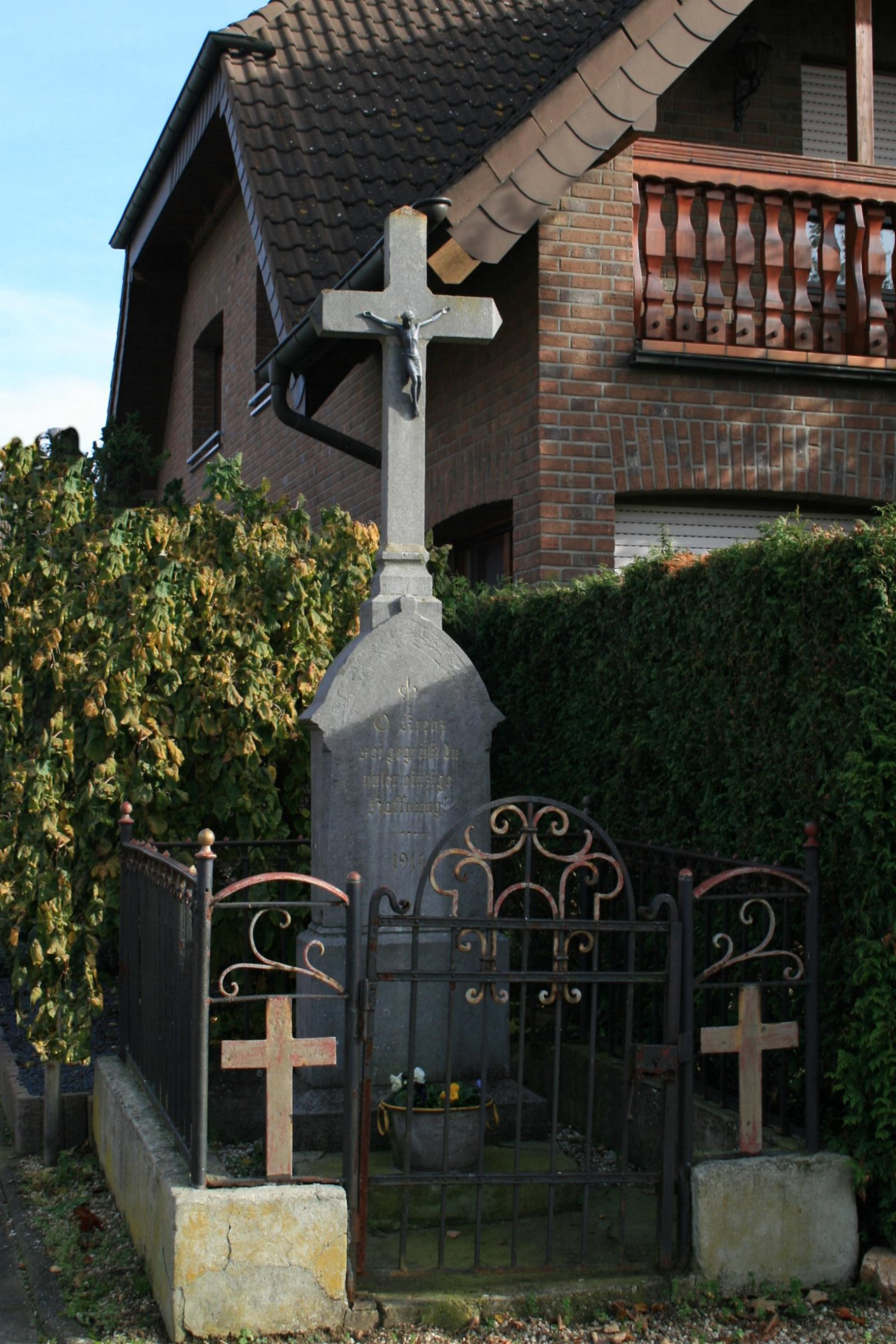
Wegekreuz Dorfstraße
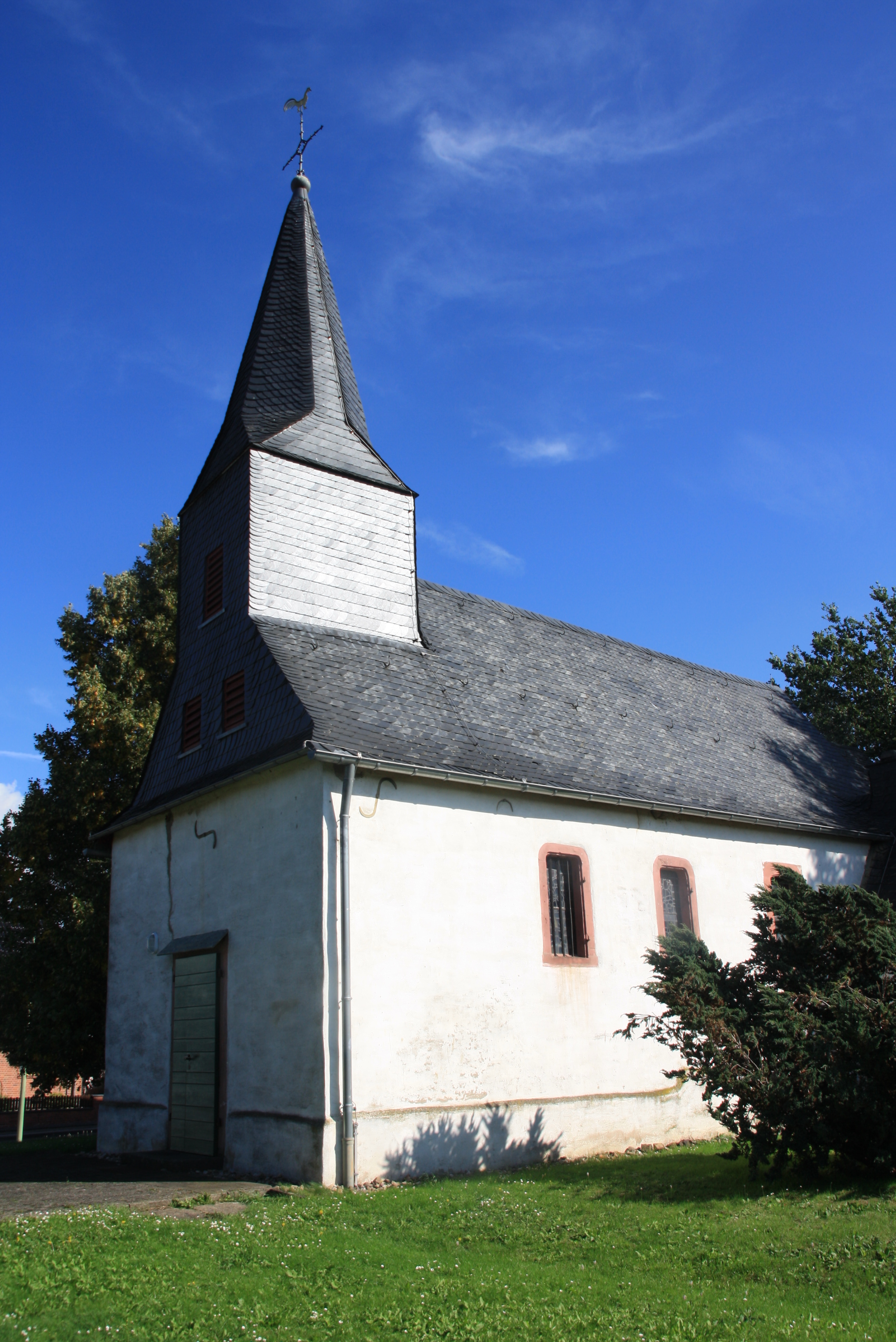
St.-Petrus-Kapelle

- Wegekreuz Erper Straße
- Wegekreuz Gladbacher Straße
- Wegekreuz Dorfstraße
- St.-Petrus-Kapelle

## Verkehr
Im ÖPNV verbinden die AVV-Buslinien 230 und 232 des Rurtalbus den Ort mit Sievernich, Lechenich und der Kreisstadt Düren. Bis zum 31. Dezember 2019 wurde die Linie 230 vom BVR Busverkehr Rheinland betrieben.
| Linie | Verlauf |
| ----- | --- |
| 230   | Düren Bf/ZOB – StadtCenter – Gneisenaustraße – Binsfeld (→ Rommelsheim) – Frauwüllesheim – Isweiler – Kelz – (Vettweiß –) Gladbach – Poll – Dorweiler – Pingsheim |
| 232   | Sievernich – Disternich – Müddersheim – Gladbach – Poll – Dorweiler – Pingsheim – Herrig – Lechenich                                                              |

## Sonstiges
Es ist heute nicht mehr vorstellbar, wie das Gelände vor Jahrhunderten, als der Ortsname entstanden ist, ausgesehen hat. Eine leichte Erhöhung in der weiten Ebene ist jedenfalls nicht mehr feststellbar. Bis vor nicht allzu langer Zeit gab es im Dorf und am Ortsrand größere und kleinere Weiher, die fast alle durch die Grundwasserabsenkung der letzten Jahrzehnte verschwunden sind. Das waren der „Liese Graben“, der „Neresse Pool“, die Tränke und der „Schmitze Weiher“. Diese Wasseransammlungen auf einer relativ kleinen Fläche bestätigen die Erkenntnisse der Wissenschaftler.

## Einwohnerentwicklung
| Jahr | Einwohnerzahl |      | Jahr | Einwohnerzahl |     | Jahr | Einwohnerzahl |
| 1885 | 209           | 1905 | 203  | 1925          | 190 |      |               |
| 1945 | 166           | 1955 | 190  | 1965          | 161 |      |               |
| 1975 | 176           | 1985 | 173  | 1995          | 185 |      |               |
| 2005 | 220           | 2010 | 251  | 2015          | 252 |      |               |